# القتل المبرر (فلم)
القتل المبرر (بالإنجليزية: Righteous Kill)، فيلم جريمة وإثارة أمريكي، من إنتاج 2008، سيناريو راسيل غويرتز، إخراج جون آفنيت، بطولة روبرت دي نيرو وآل باتشينو، في ثالث اجتماع سينمائي لهم بعد فيلم العراب الجزء الثاني وفيلم الأكشن حرارة (كلاهما ظهر في فلم العراب: الجزء الثاني لكن ليس في المشهد نفسه). الفلم يضم أيضا جون ليجويزامو، كارلا جوجينو، دوني والبيرغ، بريان دينيهي و50 سنت: كرتس جيمس جاكسون. صدر الفيلم في الولايات المتحدة في 12 سبتمبر 2008.

## القصة
يتمحور الفيلم حول شرطيينِ روستر (آل باتشينو) وتيرك (روبرت دي نيرو)، اللذان يحققان في سلسلة من جرائم القتل، يتبين من سير التحقيقات أن مرتكب الجرائم هو شخص واحد (قاتل متسلسل). يكتشف تيرك في نهاية الفيلم أن صديقه روستر هو الشخص المطلوب، وأنه ارتكب هذه الجرائم اقتصاصاً من مجرمين لم يستطع القانون النيل منهم.
يراجع علماء النفس في الشرطة تسجيلات رجل (روبرت دي نيرو)، الذي يذكر اسمه المحقق ديفيد فيسك، «صبي الشعر» القاتل. وقد حصل الصبي الشعر على لقب طريقة عمله من قتل المجرمين وترك قصائد قصيرة مع أجسادهم. فيسك يكشف أنه يتطلع إلى شريكه منذ ما يقرب من 30 عاما، توم كوان (الذي يعتقد انه الشخصية التي صورها آل باتشينو)، ويعتبره نموذجا يحتذى به كيف ينبغي أن يكون الشرطي. باتشينو معروف بلقب «روستر» ودي نيرو بلقب «ترك»، ويبلقبوا على هذا النحو خارج التسجيلات.
تقدم هذه التسجيلات سرد، ويفتتح الفيلم مع الضحية العاشرة، تاجر المخدرات اسمه روبرت «رامبو» برادي (روب ديرديك). يحقق تورك وروستر في جريمة القتل مع محققين اقل خبرة هم: كوريلي (كارلا غوجينو) وبيريز (جون ليغويزامو) ورايلي (دوني واهلبرغ). عندما يجدون قصيدة على الجسم، يربطونها بصبي الشعر.
كما برزت جرائم قتل بوي الشعر جوناثان فان لويتنس والأب كونيل، كاهن كاثوليكي والذي يتحرش الاطفال جنسيا (ضحاياه ضمت صبي الشعر نفسه)، يبني التوتر بين الترك وكوريلي وبيريز. ترك يعيش الآن مع كوريلي، الذي تبين انها صديقة بيريز السابقة. صبي الشعر يعتدى على محاولة الضحية الرابعة عشرة، الشقي الروسي يفغيني ماغولات (الذي ينجو)، ويذهب لإطلاق النار على منزل بيريز واغتصاب كوريلي. ويشكك بيريز ورايلي في «تيرك» بكونه صبي الشعر بسبب مهاراته في التقييم النفسي والرماية، لذلك يرتبان سرا اجتماعا تحت إشرافهم بين «تيرك» وتاجر المخدرات ماركوس «سبايدر (العنكبوت)» سميث (50 سنت)، الذي يفترض أن يقتله التيرك. ترك يثبت براءته خلال لقاء مع تاجر المخدرات هذا لأنه لديه «خطأ» بندقية وقصيدة مهينة وغير لائقة. بعد ان ترك بيريز ورايلي المشهد غير راضين، روستر (الديك) يقتل سبايدر (العنكبوت). خلال هذا الكشط الديك يسقط مذكراته عن غير قصد.
ترك يتعثر ويقرأ مجلة الديك، الديك يدعي العنكبوت كما ضحية شعر الرابع عشر صبي. الديك يضع الترك أمام كاميرا فيديو ويجبره على قراءة المجلة. عند هذه النقطة، يتم الكشف عن أن السرد تعيين الترك حتى الرنجة الحمراء، والديك هو بوي الشعر الفعلي. اسم تيرك هو في الواقع توم كوان، والديك هو ديفيد فيسك. فقد الديك إيمانه بالعدالة عندما زرع الترك بندقية في منزل مولستر الطفل برئته والقتل تشارلز راندال (فرانك جون هيوز)، إدانته. وهذا يؤدي به إلى تحقيق العدالة بين يديه.
عندما ينتهي الترك، يطارد الديك إلى موقع البناء. الديك ينطلق بلا هوادة لإقناع الترك بالإبلاغ عن أن صبي الشعر يهاجم ضابط شرطة، يقاوم الاعتقال، ويهرب، لكن الترك يقاوم. عندما يستهدف الديك الترك، تترك الحرائق، وضرب الديك في صدره. يدعو إلى سيارة إسعاف، ولكن الديك يطرح له أن يطلق عليه والسماح له يموت. بعد بعض التردد، ترك ترك سيارة الإسعاف، مما يسمح الديك ينزف حتى الموت. ويظهر آخر مرة تدريب فريق كرة السلة للرياضة دوري البيسبول كما كوريلي تبدو على.

## الادوار
روبرت دي نيرو بدور المحقق توم كوان «تيرك»
آل باتشينو بدور المحقق دافيد فيسك/روستر (الديك)/ قاتل صبي الشعر
جون ليجويزامو بدور المحقق سيمون بيريز
دوني والبيرغ بدور المحقق ثيودور رايلي
50 سنت (كرتس جيمس جاكسون) بدور ماركوس سميث / «سبايدر (العنكبوت)»
كارلا جوجينو بدور المحقق كارين كوريلي
بريان دينيهي بدور الملازم هينغينز
فرانك هيوز بدور تشارلز راندال
تريبلي غلوفر بدور جيسيكا
أوليغ تاكتاروف بدور يفغيني ماغولات
ارا غيليسي بدور فرانك اغليري
روب ديرديك بدور روبرت برادي/ «رامبو»
ادريان مارتينيز بدور غلين

## الاستقبال

### بوكس اوفيس
في الأسبوع الافتتاحي،  بدأ ريليتيوس كيل في المركز رقم 3، محققا 16,288,361 دولار، خلف «فاميلي ذات بريز» و«يحرق بعد القراءة» على التوالي. وبلغت حصيلة شباك التذاكر النهائية ما يقرب من 40 مليون دولار أمريكي (الولايات المتحدة / كندا) و 38 مليون دولار دولي بقيمة إجمالية قدرها 78 مليون دولار. وعلى سبيل المقارنة، حقق فيلم سابق يضم دي نيرو وباتشينو، الحرارة، أكثر من 180 مليون دولار في جميع أنحاء العالم. دفعت أفلام أوفيرتيور 12 مليون دولار للحصول على الفيلم، وذكرت أنها ستكون سعيدة إذا كان هذا الفيلم يمكن أن يحصد 25 مليون دولار في الولايات المتحدة مسرحيا.

## روابط خارجية
- مقالات تستعمل روابط فنية بلا صلة مع ويكي بيانات